# Полін Макабі
Полін Макабі (фр. Pauline Macabies; 3 березня 1986) — французька біатлоністка, триразова срібна призерка чемпіонатів світу серед юніорів. 

## Кар'єра в Кубку світу
- Дебют в кубку світу — 23 березня 2006 року в спринті в Гольменколлені — 69 місце.
- Перше попадання в залікову зону — 13 грудня 2006 року в  індивідуальній гонці в Гохфільцені — 14 місце.

Полін займається біатлоном починаючи з 2000 року. З 2004 року виступає за національну збірну Франції. За свою п'ятирічну кар'єру в кубках світу вона ще ні разу не потрапляла до розширеного подіуму, хоча має чотири медалі, які вона виборола на етапах кубку світу у складі естафет.
Найкращим результато у її кар'єрі є 49 місце в загальному заліку кубка світу сезону 2010-2011.

## Загальний залік в Кубку світу
- 2006—2007 — 63-е місце (18 очок)
- 2007—2008 — 51-е місце (32 очки)
- 2008—2009 — 58-е місце (91 очко)
- 2010—2011 — 49-е місце (101 очко)

## Статистика стрільби
| № п/п | Сезон     | Загальна        | Індивідуальна гонка | Спринт        | Гонка переслідування | Мас-старт | Естафета      |
| ----- | --------- | --------------- | ------------------- | ------------- | -------------------- | --------- | ------------- |
| 1     | 2005-2006 | 60% (6/10)      | 0% (0/0)            | 60% (6/10)    | 0% (0/0)             | 0% (0/0)  | 0% (0/0)      |
| 2     | 2006-2007 | 81,3% (130/160) | 92,5% (37/40)       | 80% (48/60)   | 75% (45/60)          | 0% (0/0)  | 0% (0/0)      |
| 3     | 2007-2008 | 78,7% (185/235) | 86,7% (52/60)       | 74,4% (67/90) | 76,7% (46/60)        | 0% (0/0)  | 80% (20/25)   |
| 4     | 2008-2009 | 80,5% (178/221) | 81,7% (49/60)       | 86,3% (69/80) | 77,5% (31/40)        | 0% (0/0)  | 70,7% (29/41) |
| 5     | 2009-2010 | 85% (17/20)     | 0% (0/0)            | 85% (17/20)   | 0% (0/0)             | 0% (0/0)  | 0% (0/0)      |
| 6     | 2010-2011 | 80,6% (225/279) | 86,7% (52/60)       | 85% (58/80)   | 80% (80/100)         | 0% (0/0)  | 64,1% (25/39) |